# Dorysthetus maximus
Dorysthetus maximus är en skalbaggsart som beskrevs av Ohaus 1905. Dorysthetus maximus ingår i släktet Dorysthetus och familjen Rutelidae. Inga underarter finns listade i Catalogue of Life.